# Persephonaster patagiatus
Persephonaster patagiatus is een kamster uit de familie Astropectinidae.
De wetenschappelijke naam van de soort werd, als Psilaster patagiatus, in 1889 gepubliceerd door Percy Sladen.